# Princetonia yalensis
Princetonia yalensis és una espècie extinta de mamífer de la família dels arctociònids que visqué a Nord-amèrica durant el Paleocè i l'Eocè. Se n'han trobat restes fòssils a les formacions de Fort Union i Willwood (Wyoming, Estats Units). Es tracta de l'única espècie del gènere Princetonia.